# برج الرياح (أثينا)

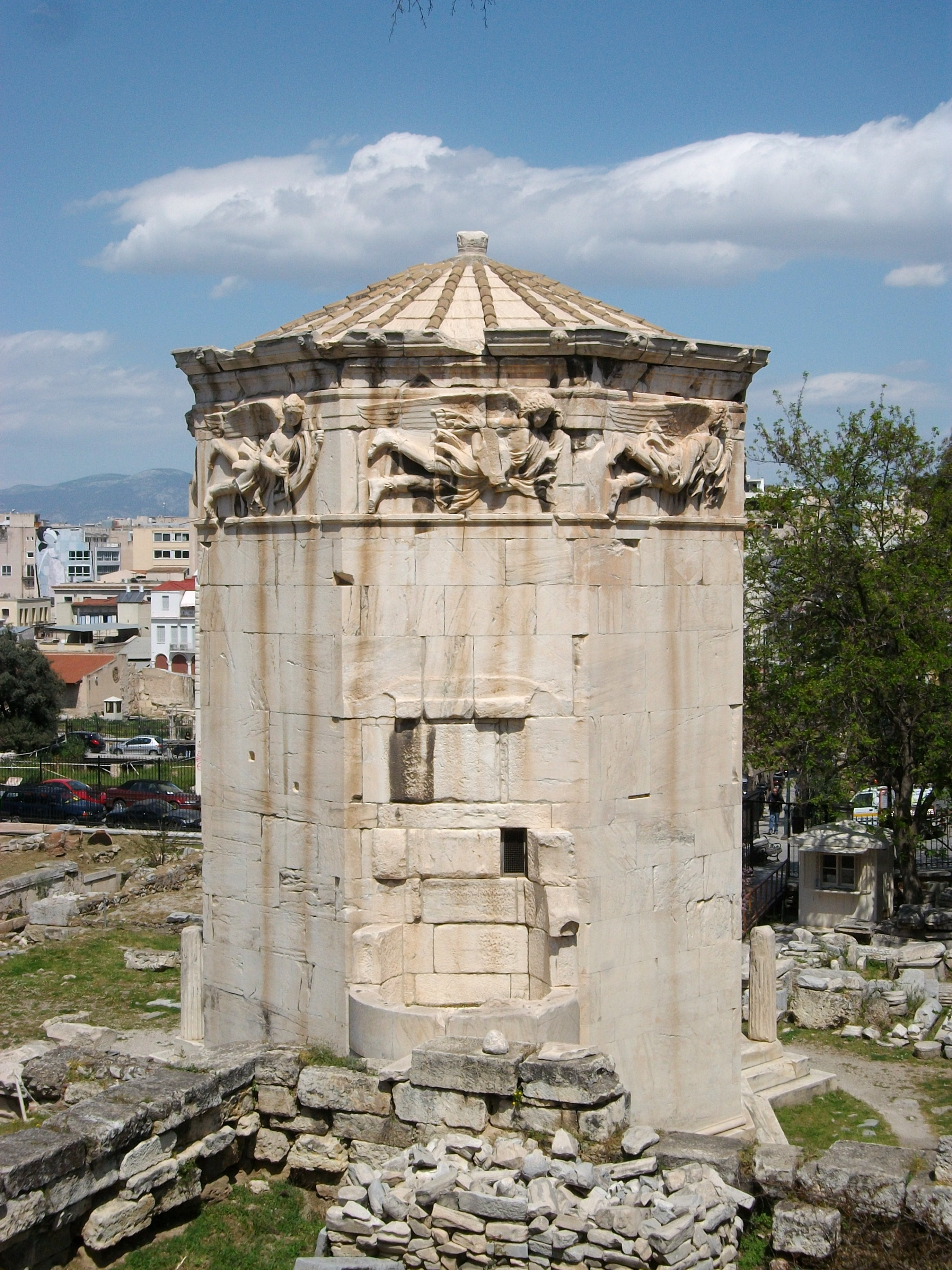
برج الرياح، أثينا، اليونان.

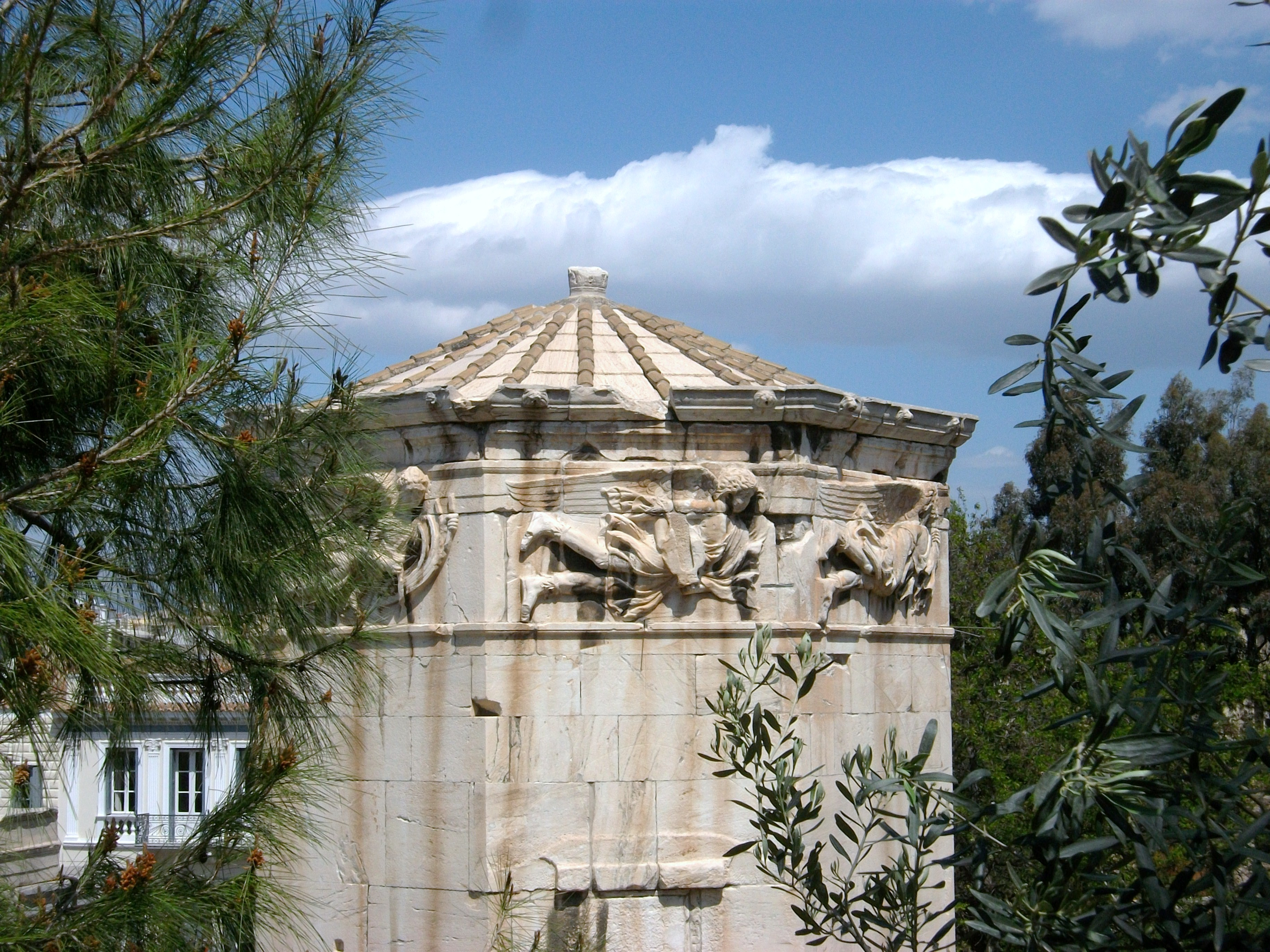
الجزء العلوي من البرج

برج الرياح أو هورولوجيون من أندرونيكوس كيرهستيس هو برج ساعة بينتيلي ثماني الأعضاء مصنوع من الرخام في  الأغورا اليونانية في أثينا والتي تعمل وقفاً لعلم البنكامات أو «الساعة». وهو يُعتبر أول  مرصد لعلوم الجو في العالم. بشكل غير رسمي، النصب يُسمي أيضاً إريادس (باليونانية:Αέρηδες)، والذي يعني الرياح. البناء يوفر مجموعة من الخصائص كالمزولة و الساعة المائية و دوارة الرياح. ويعتقد أنه بُني بواسطة أندرونيكوس حوالي عام 50 ق.م، لكن طبقاً  للمصادر الأخرى، ربما يكون تم إنشاؤه في القرن الثاني قبل الميلاد قبل بقية المنتدي الروماني.
في صيف عام 2014، مؤسسة أثينا للأثار بدأت التنظيف وإصلاح المبني، وأعمال التنظيف والإصلاح قد اكتملت في أغسطس 2016.

## الموقع

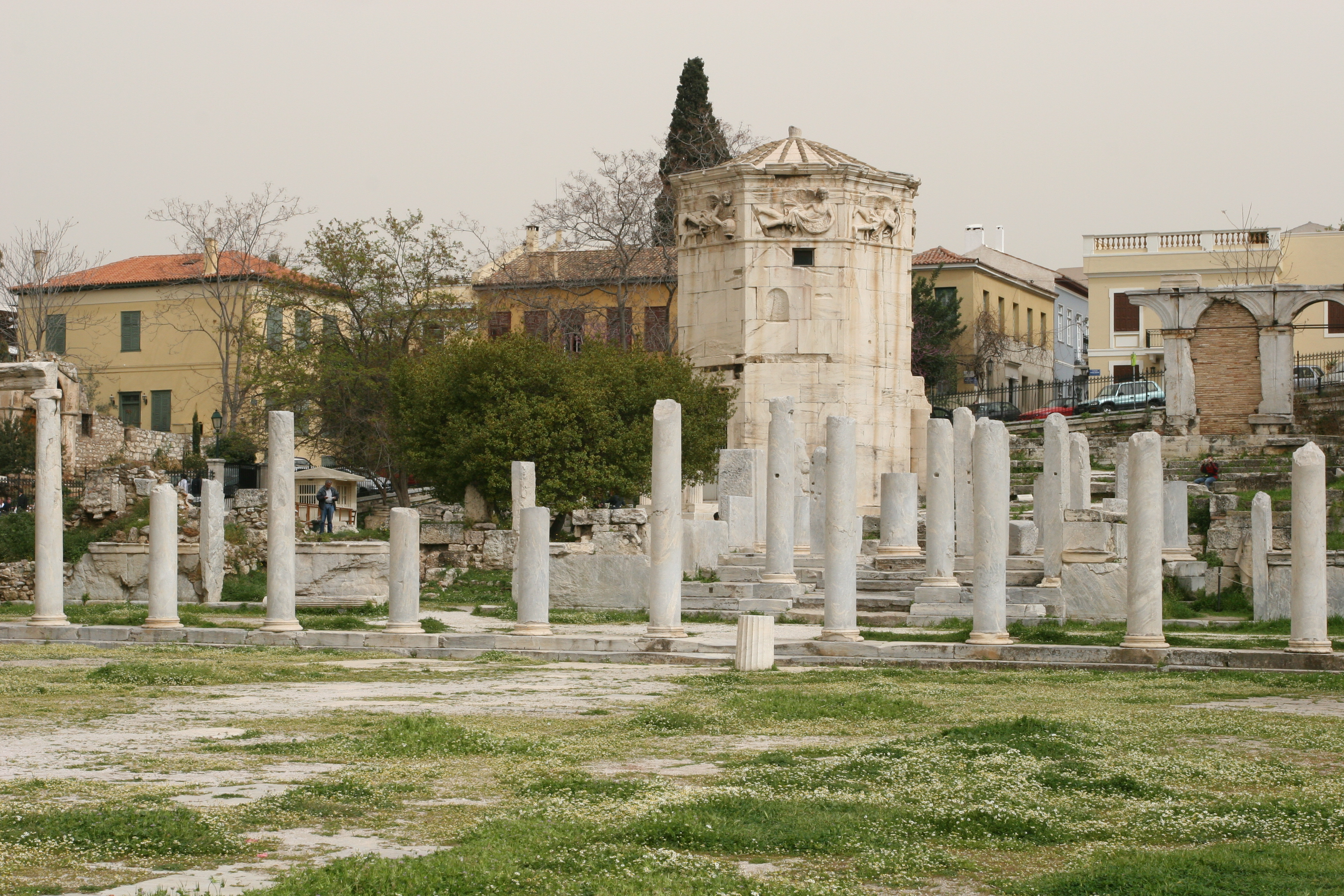
مشهد للبرج
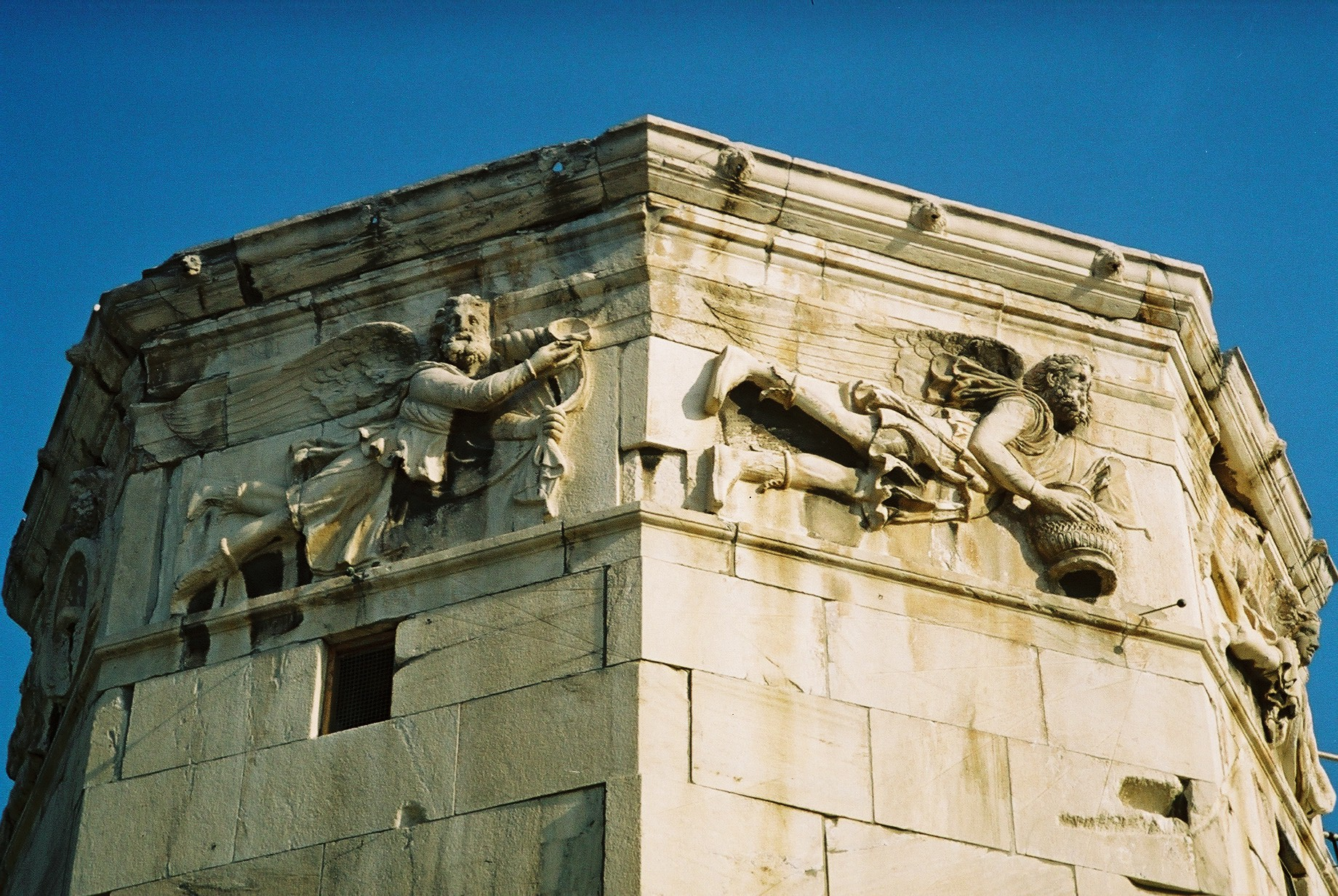
برج الرياح مع إفريز يُظهر آلهة الرياح بورياس (الرياح الشمالية، على اليسار)، سكايرون (الرياح الشمالية الغربية ، على اليمين).
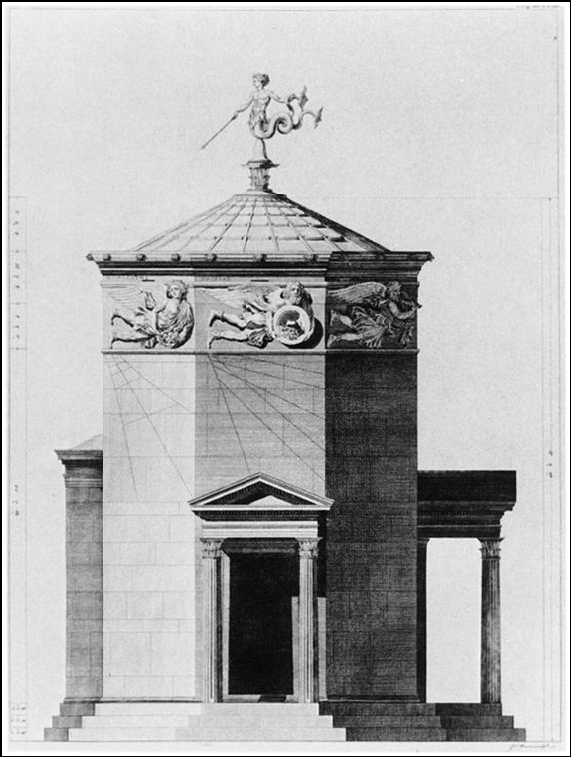
إعادة إعمار برج الرياح في القرن الثامن عشر من آثار أثينا
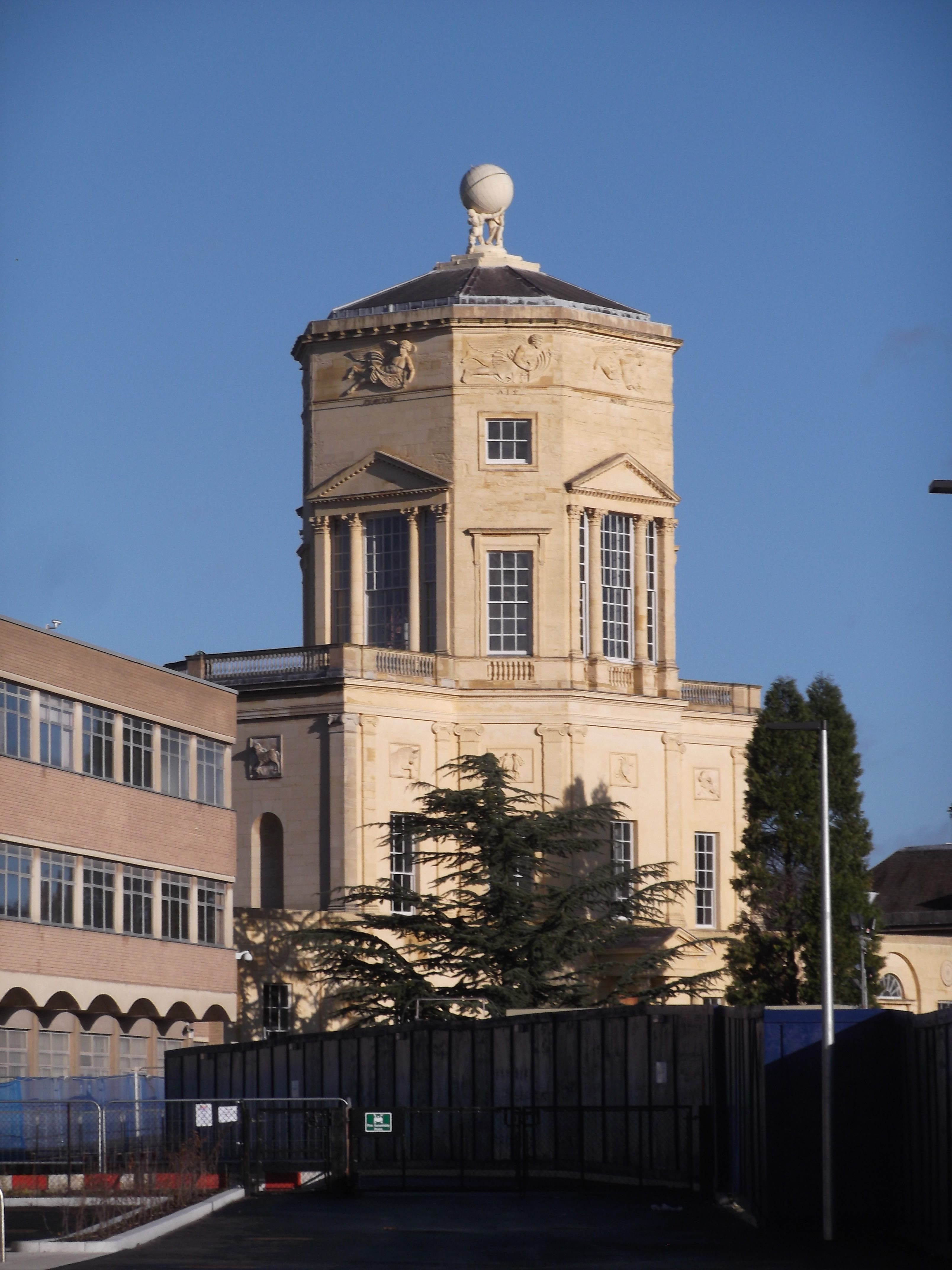
جون بيكون وجيمس ويات مُنشئ النسخة المكبرة من برج الرياح في 1794، في أكسفورد، إنجلترا
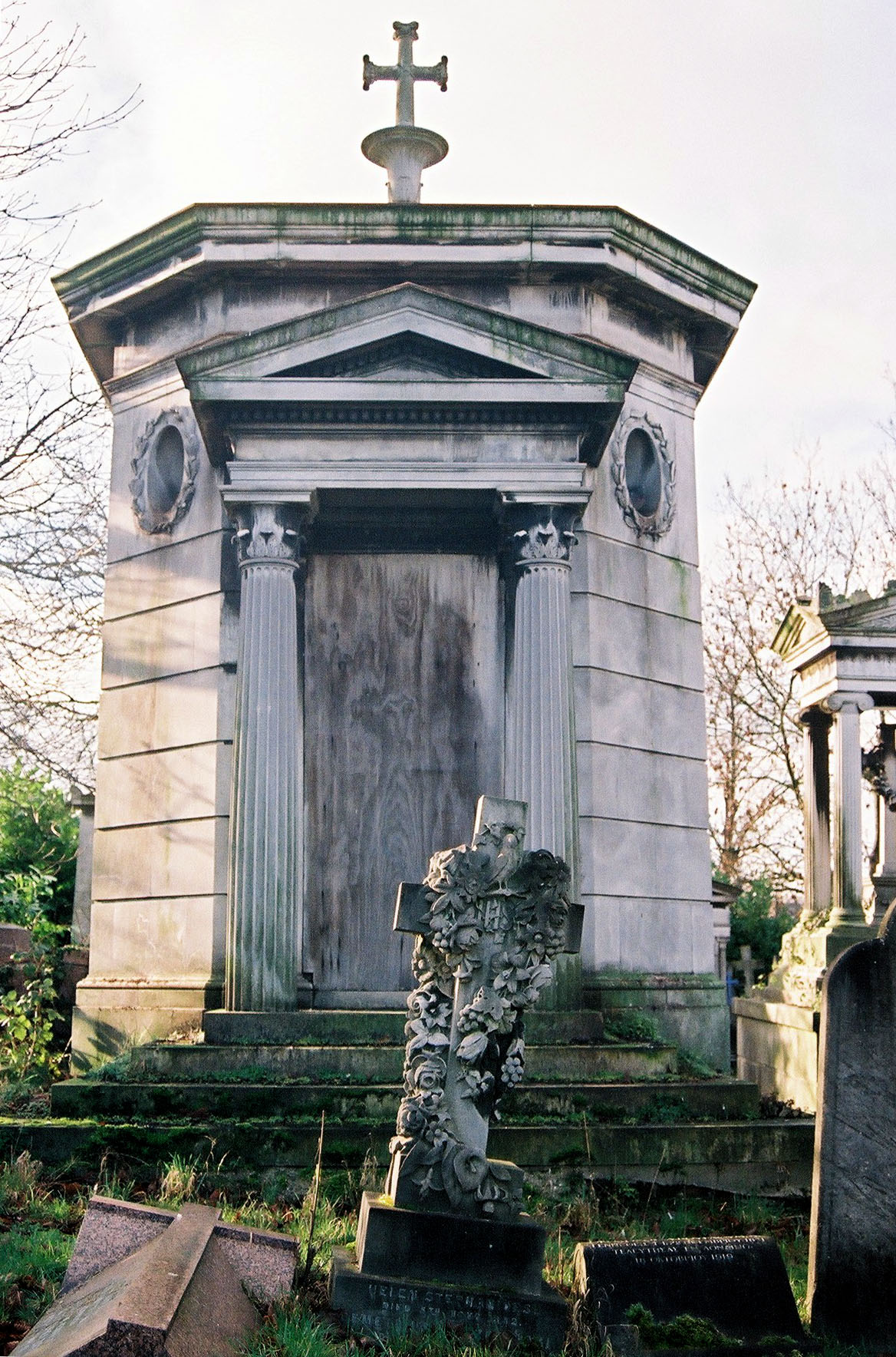
مقبرة فاجلينو في مقبرة نوروود الغربية، لندن، مستوحاة من البرج.
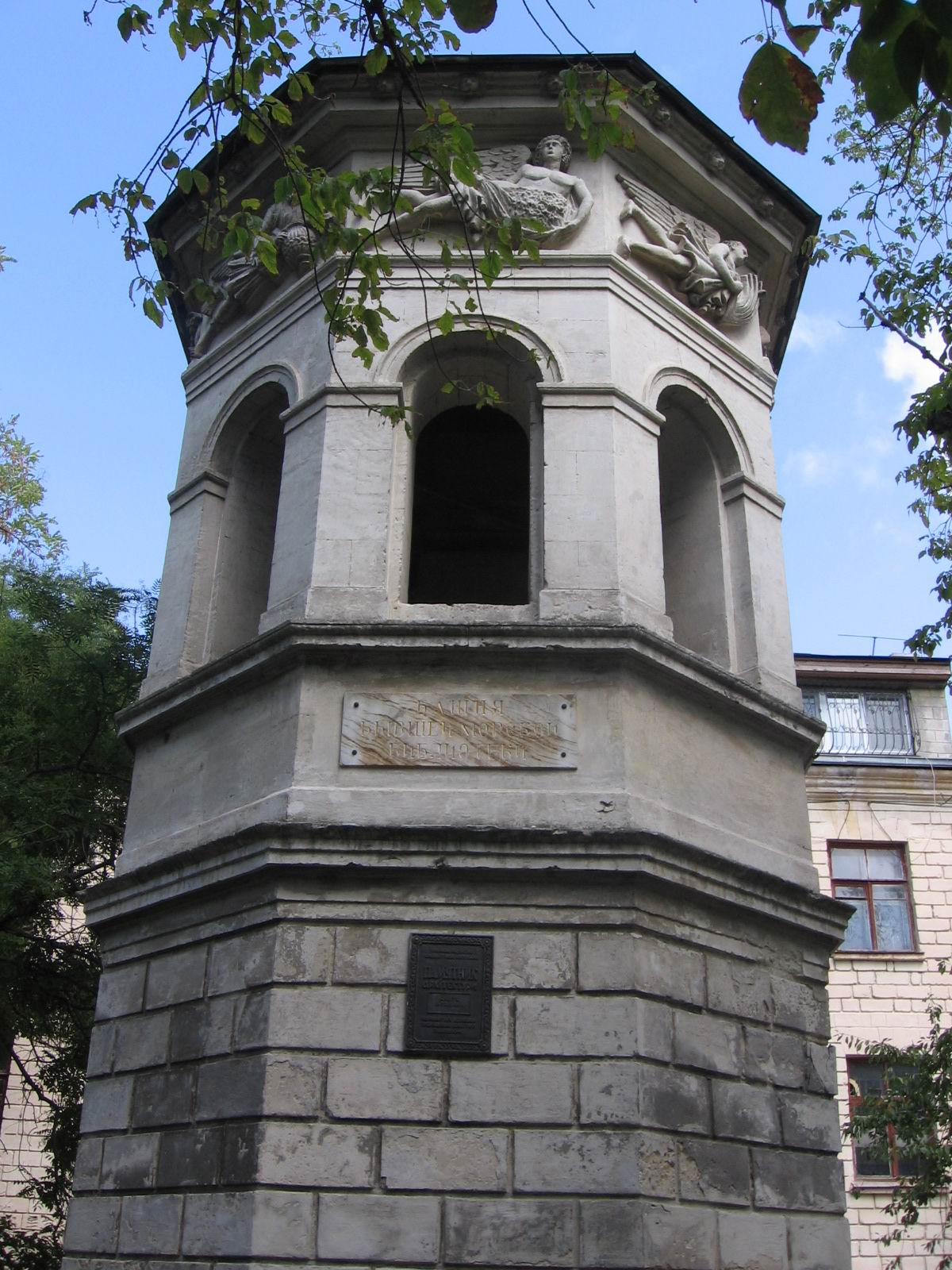
برج الرياح في سيفاستوبول

## وصلات خارجية
- Tower of the Winds in Athens, The TIMEPIECE or Horologium